# Lune
『Lune』（リュヌ）は、折笠富美子の1枚目のオリジナル・アルバム。2004年1月21日にジェネオンエンタテインメントから発売された。

## 概要
「Lune」とはドイツ語で「月」の意味。
全曲上野洋子がサウンドプロデュースを手掛け、折笠自身も3曲作詞を手掛けている。

## 収録曲
全作曲・編曲：上野洋子
1. 星めぐり
作詞：飯塚麻純
2. アクアリウム
作詞：飯塚麻純
3. 10月の心変わり
作詞：折笠富美子
4. 千珠の夢路
作詞：畑亜貴
5. 雨乞い小町
作詞：飯塚麻純
6. いちあまり
作詞：折笠富美子
7. 笑顔の花
作詞：畑亜貴
8. 光さす、希望の彼方へ
作詞：折笠富美子
9. 紅花月夜
作詞：飯塚麻純
10. 硝子時計
作詞：畑亜貴
11. 輪廻の果てに…（Album Mix）
作詞：入山誠
12. message ～静かな叫び～
作詞：飯塚麻純

## タイアップ
| 曲名          | タイアップ                                          |
| ------------- | --------------------------------------------------- |
| 星めぐり      | アニメ情報番組『アニメTV』エンディングテーマ        |
| 輪廻の果てに… | BS-i限定放映アニメ『真月譚 月姫』エンディングテーマ |